# 5162 Piemonte
5162 Piemonte (1982 BW) là một tiểu hành tinh vành đai chính được phát hiện ngày 18 tháng 1 năm 1982 bởi E. Bowell ở Flagstaff.